# Mesonemoura mastigophora
Mesonemoura mastigophora is een steenvlieg uit de familie beeksteenvliegen (Nemouridae). De wetenschappelijke naam van de soort is voor het eerst geldig gepubliceerd in 1974 door Harper.